# Minstrel

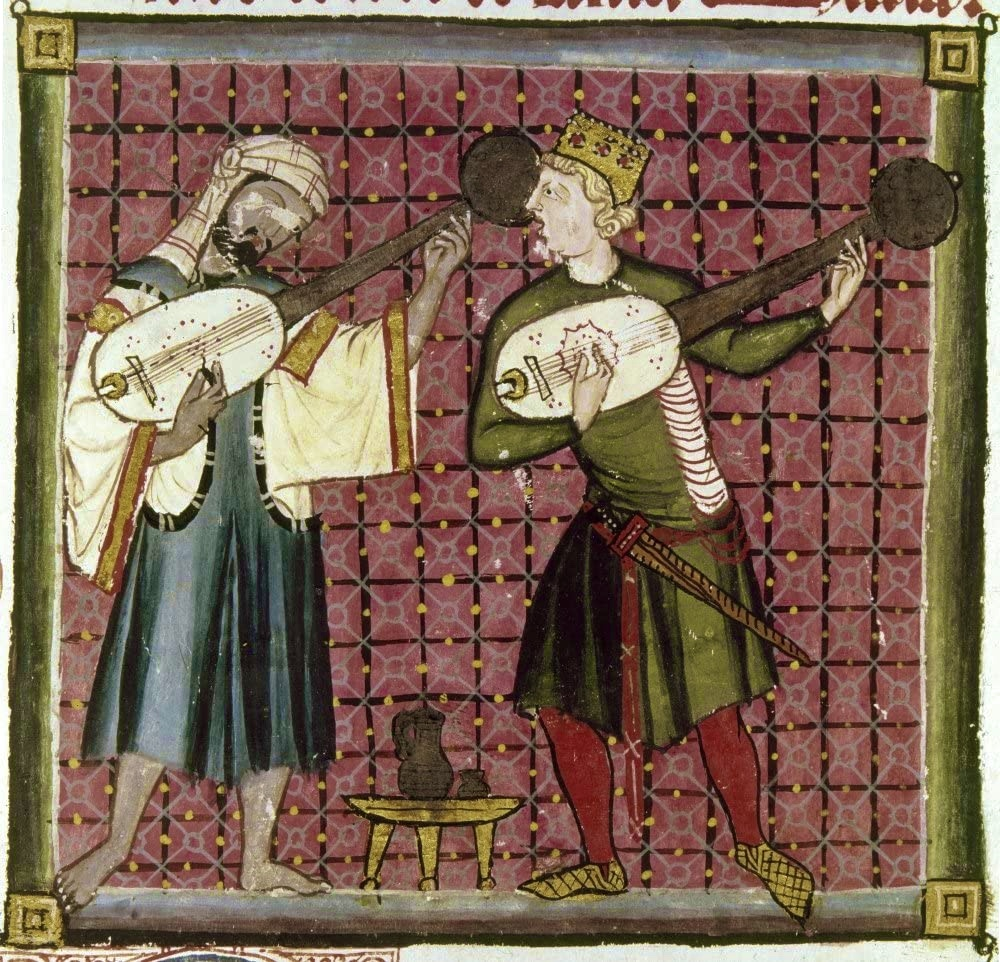
Vyobrazení minstrelů na miniatuře z 13. století

Minstrel (žakéř) byl středověký evropský bard, který zpíval písně, jež vyprávěly příběhy o vzdálených místech a o skutečných či smyšlených historických událostech.
Ačkoli minstrelové skládali vlastní příběhy, často si vypůjčovali a vylepšovali i písně svých kolegů. Obvykle si je na svém dvoře drželi panovníci či příslušníci vyšší společnosti. Jak však rostla kultivovanost šlechtických a panovnických dvorů, byli minstrelové postupně nahrazováni trubadúry. Z mnohých se pak stávali potulní pěvci, kteří své umění předváděli na veřejných prostranstvích a v krčmách. Jejich obliba se udržela až do 15. století, kdy začala působením renesančních vlivů klesat.

Na tradici minstrelů později navázali šumaři a kočovní umělci, kteří šířili kulturu po venkově až do počátků 20. století. Jejich novodobými pokračovateli jsou do jisté míry současní buskeři, tedy pouliční umělci.

## Historie
Minstrelové byli původně dvorními služebníky, jejichž úkolem bylo bavit pána a jeho dvořany zpěvem rytířských eposů (francouzsky chansons de geste) či jejich místní obdobou. 

Výraz minstrel je odvozen ze starofrancouzského slova ménestrel (či menesterel nebo menestral), které pochází z italského ministrello (též menestrello), jež vzniklo ze středověkého latinského označení pro poddaného ministralis.[zdroj?]
V Paříži vznikl minstrelský cech již v roce 1321, zatímco v Anglii byli královští minstrelové organizováni do cechu až v roce 1469.